# Paraleucaspis halli
Paraleucaspis halli är en insektsart som först beskrevs av Mamet 1940.  Paraleucaspis halli ingår i släktet Paraleucaspis och familjen pansarsköldlöss.
Artens utbredningsområde är Mauritius. Inga underarter finns listade i Catalogue of Life.